# Richard Lyle

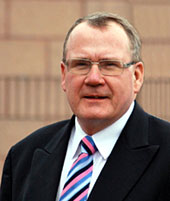
Richard Lyle

Richard Lyle (* 12. Juni 1950 in Bothwellhaugh, Lanarkshire) ist ein schottischer Politiker und Mitglied der Scottish National Party (SNP).

## Leben
Lyle besuchte die Lawmuir School und die Bellshill Academy. 1966 trat er in die SNP ein und ist seit 1976 Ratsmitglied des Distrikts Motherwell. Er war bei der Royal Bank of Scotland im Kreditwesen tätig.

## Politischer Werdegang
Zu den Schottischen Parlamentswahlen 2011 kandidierte Lyle für den neugeschaffenen Wahlkreis Uddingston and Bellshill, konnte sich jedoch nicht gegen Michael McMahon von der Labour Party durchsetzen. Auf Grund des Wahlergebnisses zog er über die Regionalwahlliste der SNP für die Wahlregion Central Scotland in das Parlament ein. Bei den folgenden Wahlen 2016 errang Lyle die Stimmmehrheit und damit das Wahlkreismandat.